# Mehna
Mehna là một đô thị thuộc huyện Altenburger Land, trong bang Thüringen, Đức. Đô thị Mehna có diện tích 4,69 km².